# 칠부열녀
"칠부열녀"는 한국에서 제작된 최인현 감독의 1967년 영화이다. 신영균 등이 주연으로 출연하였고 김형근 등이 제작에 참여하였다.

## 출연

### 주연
- 신영균
- 남정임

## 기타
- 원작자: 임희재
- 조명: 고해진
- 미술: 노인택